# 함평 구 학다리역 급수탑
함평 구 학다리역 급수탑은 대한민국 전라남도 함평군 학교면, 옛 함평역에 있는 일제 강점기의 건축물이다. 2003년 6월 30일 대한민국의 국가등록문화재 제63호로 지정되었다.

## 개요
1921년 건립된 이 시설물은 증기기관차에 물을 공급하기 위해 건립된 급수탑이다. 급수 시설로서 34년 동안 철도 운송에 큰 역할을 했으나, 점차 디젤기관차로 대체되면서 1955년에 급수탑의 기능을 잃은 채 오늘에 이르고 있다. 전국적으로 보기 드문 석조 원형탑으로 왼쪽과 오른쪽의 모양이 같게 구성되었다. 근대화 과정에서 교통사적 요충지로 중요한 역할을 했던 철도 시설물로서 가치가 높다.

## 참고 문헌
- 함평 구 학다리역 급수탑 - 국가유산청 국가유산포털